# Metriorrhynchina
Metriorrhynchina – podplemię chrząszczy z rodziny karmazynkowatych i podrodziny Lycinae.
Takson ten wcześniej obejmował przedstawicieli obecnego podplemienia Cauritina, nie obejmując jednocześnie niektórych zaliczanych tu obecnie rodzajów, które klasyfikowane były wówczas w podplemionach Trichalina i Hemiconderina. Rewizje taksonomiczne przeprowadzone zostały przez Ladislava Bocáka i Miladę Bocákovą w 2008 roku oraz Katerinę Sklenarovą, Vaclava Kubecka i Ladislava Bocáka w 2014 roku.
Chrząszcze te mają miękkie, grzbieto-brzusznie spłaszczone ciało długości od 3 do 30 mm, najczęściej ubarwione jaskrawo, ale niektóre są całkiem czarne lub metalicznie niebieskie. Grupa dość różnorodna morfologicznie. U większości gatunków żeberka na przedpleczu tworzą siedem komórek. Gatunki dawniej umieszczane w Trichalini mają skrócone pierwsze żeberko pierwszorzędowe pokryw. Narządy rozrodcze samców zróżnicowane, od tych u Conderini odróżniają się nielancetowatym fallusem i brakiem pary cierni na woreczku wewnętrznym. 
Przedstawiciele podplemienia rozprzestrzenieni są od krainy australijskiej przez Azję Południowo-Wschodnią po Junnan i wschodnie Indie. Należą tu rodzaje:
- Achras Waterhouse, 1879
- Broxylus Waterhouse, 1878
- Cautiromimus Pic, 1926
- Cladophorus Guérin-Méneville, 1830
- Cladophorinus Kleine, 1926
- Diatrichalus Kleine, 1926
- Ditua Waterhouse, 1879
- Eniclases Waterhouse, 1879
- Enylus Waterhouse, 1879
- Falsolucidota Pic, 1921
- Flabellotrichalus Pic, 1921
- Kassemia Bocak, 1998
- Leptotrichalus Kleine, 1925
- Lobatang Bocak, 1998
- Malacolycus Kleine, 1943
- Mangkutanus Kubecek, Dvorak & Bocak, 2011
- Marena Kazantsev, 2007
- Metriorrhynchoides Kleine, 1926
- Metriorrhynchus Gemminger & Harold, 1869
- Mimoxylobanus Pic,  1921
- Microtrichalus Pic, 1921
- Oriomum Bocak, 1999
- Porrostoma Castelnau, 1838
- Procautires Kleine, 1925
- Pseudodontocerus Pic, 1921
- Schizotrichalus Kleine, 1926
- Spinotrichalus Kazantsev, 2010
- Stadenus Waterhouse, 1879
- Sulabanus Dvorak & Bocak, 2007
- Synchonnus Waterhouse, 1879
- Trichalus Waterhouse, 1877
- Wakarumbia Bocak, 1999
- Xylobanomimus Kleine, 1926
- Xylobanomorphus Kleine, 1935